# Phyllophaga hirsuta
Phyllophaga hirsuta es una especie de escarabajo de la familia Scarabaeidae. Habita en América del Norte.